# Электроэнергетика Приднестровской Молдавской Республики
Электроэнергетика Приднестровской Молдавской Республики — основная отрасль энергетики ПМР (непризнанного государства), включающая в себя производство, передачу и сбыт электроэнергии. Энергетика ПМР, в свою очередь, является одной из главных составляющих:
- тяжёлой промышленности Приднестровской Молдавской Республики (в вопросах производства электроэнергии и её генерации и аккумуляции),
- инфраструктурного комплекса услуг (в вопросах передачи электроэнергии и энергосбыта населению и предприятиям).

Выработка электроэнергии в Приднестровской Молдавской Республики зависит от поставок российского газа, идущего с территории Украины. В январе 2025 года в Приднестровье разразился энергетический кризис, вызванный прекращением транзита газа из России. Произошло отключение отопления и горячей воды, а также остановке почти всех промышленных предприятий.

## Производство электроэнергии
| Год                                 | 2017     | 2018     | 2019     | 2020     | 2021     |
| ----------------------------------- | -------- | -------- | -------- | -------- | -------- |
| Тепловыми электростанциями, из них: | 4 037,49 | 4 430,41 | 4 470,34 | 4 921,36 | 5 255,17 |
| - Молдавской ГРЭС                   |          | 4 158,35 | 4 243,54 | 4 688,97 | 4 992,16 |
| - Тиротекс-Энерго                   |          | 272,06   | 226,8    | 232,394  | 263,01   |
| Гидроэлектростанциями               | 233,9    | 228,25   | 233,2    | 226,1    | 244,9    |
| Блокстанциями                       | 11,8     | 13,46    | 15,7     | 10,9     | 19,66    |

## Крупнейшие электростанции
Приднестровская Молдавская Республика полностью обеспечивает себя электроэнергией собственных электростанций и является экспортёром электроэнергии в страны СНГ и Дальнего Зарубежья. Восточные и Юго-Восточные электрические сети представлены кабельными сетями, воздушными линиями передач, кабельными линиями различной мощности и протяжённости

### Тепловая электроэнергетика
До распада СССР приднестровский регион производил значительное количество электроэнергии, экспортируя её в Румынию, Болгарию и другие страны. Основу энергетики Приднестровья составляют Молдавская ГРЭС (город Днестровск) и Дубоссарская ГЭС (город Дубоссары).
В данном случае в электрическую энергию преобразуется тепловая энергия сгорания органических топлив. Базовое производство в ПМР электроэнергии осуществляется на конденсационной (КЭС Молдавской ГРЭС, в её названии используется старая аббревиатура ГРЭС).

#### ЗАО «Молдавская ГРЭС»
В 2005 году ЗАО «Молдавская ГРЭС» было приватизировано и затем вошло в состав российской группы Интер РАО ЕЭС. Несмотря на резкое падение выработки электроэнергии с советских времён и проблемы с поставками в Приднестровье энергоносителей для ГРЭС, текущий владелец возобновил экспорт электроэнергии в Румынию и планирует наращивать объёмы производства.
Объём производства электроэнергии в 2007 году составил 826,2 млн приднестровских рублей, увеличившись с предыдущим годом на 67,1 %.

### Гидроэнергетика
К ней относятся гидроэлектростанции (ГЭС). В гидроэнергетике на Дубоссарской ГЭС в электрическую энергию преобразуется кинетическая энергия течения воды. Для этого при помощи плотины на реке Днестр искусственно создан в 50-х годах XX века перепад уровней водяной поверхности (верхний и нижний бьеф). Вода под действием силы тяжести переливается из верхнего бьефа в нижний по специальным протокам, в которых расположены водяные турбины, лопасти которых раскручиваются водяным потоком. Турбина же вращает ротор электрогенератора. Особой разновидностью ГЭС являются гидроаккумулирующие станции (ГАЭС), в которую начали переоборудовать Дубоссарскую ГЭС в 80-х годах XX века (первый камень и табличка с надписью Дубоссарская ГАЭС были заложены в 1985 году), но советский долгострой, затем разразившиеся негодованием в 1987—1989 экологические движения Молдавии в поддержку перестройки, а в 1990—1992 происходившее вооружённое противостояние местного населения против властей Молдавии поставили крест на её сооружении. ГАЭС нельзя считать генерирующими мощностями в чистом виде, так как они потребляют практически столько же электроэнергии, сколько вырабатывают, однако такие станции очень эффективно справляются с разгрузкой сети в пиковые часы.

#### Дубоссарская ГЭС
Назначение гидроузла — комплексное: энергоснабжение, орошение, рыболовство и водоснабжение. ГЭС была построена в 1951—1954 годах, в результате чего образовалось Дубоссарское водохранилище.
В состав основных сооружений Дубоссарского гидроузла входят:
- низконапорное русловое совмещённое с монтажной площадкой и помещениями производственного назначения здания ГЭС — длина 54 м;
- бетонная водосливная плотина — 133 м;
- отводящий канал здания и водосливной плотины;
- правобережные земляные насыпная (139 м) и намывная плотины (257 м);
- левобережная насыпная плотина — 354 м;
- сопрягающие сооружения (пирс, устой).

Совмещённое русловое здание ГЭС расположено на левобережной пойме Днестра.
Основные параметры гидроузла:
- Установленная мощность ГЭС 48 тыс. кВт
- Среднегодовая выработка 261 млн кВт·ч

### Когенерационная электроэнергетика
Когенерация (комбинированная генерация электроэнергии и тепла) — процесс совместной выработки электрической и тепловой энергии. Когенерация широко используется в энергетике на мини-ТЭЦ с установленными газотурбинными установками, где рабочее тепло (продукты сгорания) после использования в выработке электроэнергии применяется для нужд теплоснабжения. Тем самым значительно повышается КИТТ — до 90 % и даже выше.
- Потребитель приобретает энергетическую независимость от сбоев в электроснабжении и аварий в системах теплоснабжения.
- Использование когенерации наиболее выгодно для потребителей с постоянным потреблением электроэнергии и тепла. Для потребителей, у которых имеются ярко выраженные «пиковые нагрузки» (например, жилое хозяйство, ЖКХ), когенерация мало выгодна вследствие большой разницы между установленной и среднесуточной мощностями — окупаемость проекта значительно затягивается.

#### Тиротекс-Энерго
В 2010 году в Тирасполе были запущены новые когенерационные электростанции (газопоршневые мини-ТЭЦ); (одна - находящиеся возле хлопчатобумажного комбината Тиротекс в бывшей котельной комбината и две - на самом комбинате; все  являются собственностью Тиротекса - одной из составляющих холдинга "Шериф" ). Все три когенерационные электростанции  зарегистрированы как единое юридическое лицо «Тиротекс-Энерго», учредителем которого является хлопчатобумажный комбинат Тиротекс.
Их показатели:
- Установленная электрическая мощность — 31 МВт
- Установленная тепловая мощность — 67 Гкал/час
- Используемое топливо — газ
- Количество сотрудников — 153 человека[14].

Состав оборудования:
- 8 газопоршневых установок, каждая мощностью 3 906 кВт, с синхронными генераторами напряжением 10,5 кВ (cos φ = 0.8)
- 4 паровых котла, 4 котла-утилизатора и 4 теплообменные секции (96,3 т/ч насыщенного водяного пара 0,8 МПа, техническая вода с температурой 75 °C, 340 м3/ч, вода с температурой 60..90 °C, 24 т/ч)

Когнерационная станция способна вырабатывать ежегодно свыше 250 млн. кВт*ч электроэнергии и более 450 тыс. Гкал тепла для технологических нужд и горячего водоснабжения.

## Планировавшаяся в 1980-е атомная электроэнергетика
В северной и северно-западной частях Молдавии в 80-х годах должно было начаться сооружение ирригационной системы СССР (на площади 255 тыс.га) за счет использования водно-хозяйственного комплекса начавшейся строиться в Дубоссарах Днестровской гидроаккумулирующей электростанции. Данный грандиозный советский проект требовал колоссального энергообеспечения, то есть строительства АЭС.
В 1977 году 1-й секретарь Коммунистической партии МССР С. К. Гроссу направил письмо в Минэнерго СССР «О строительстве атомной электростанции на территории МССР», где от лица Совмина МССР просил рассмотреть вопрос о включении в перспективный план развития отрасли до 1990 года размещение атомной электростанции на территории МССР.
Молдавская АЭС в городе Григориополь с энергоблоками в Григориопольском районе была спроектирована в 1980 году. После инженерно-разведочных работ проектно-сметная документация была утверждена в 1984 году в комплексе вместе с нереализованным проектом Дубоссарской ГАЭС (проектировавшаяся Днестровская гидроаккумулирующая электростанция на базе Дубоссарской ГЭС); тогда же, при участии министра энергетики и электрификации СССР П. С. Непорожнего, был заложен первый камень АЭС. Строительство энергоблоков АЭС так и не началось, успели лишь произвести предварительные работы по очистке местности (котлован, заполненный водой, между городом Григориополь и село Дороцкое с полу-развалинами административного здания остался до сих пор).
Согласно «Основным направлениям развития энергосистемы на 12-ю пятилетку и до 2000 года» предусматривалось запустить первый энергоблок Молдавской АЭС уже в 1993 году (с сохранением трёхкилометровой санитарной зоны, то есть чуть южнее Кургана Славы города Дубоссары, что расположен между сёлами Дзержинское и Дороцкое).
Всего планировался запуск четырёх энергоблоков:
- 1-й энергоблок между селом Дороцкое и городом Григориополь — 1993
- 2-й энергоблок между селом Делакеу и селом Ташлык — 1995
- 3-й энергоблок между сёлами Бутор и Спея — 1997
- 4-й энергоблок между сёлами Красногорка и Малаешты — 1999

первоначально его планировали разместить между сёлами Тея и Красногорка, но проверка грунтов заставила строительство сдвинуть чуть восточнее.
Строительство АЭС заморозили после катастрофы на Чернобыльской АЭС в 1986 году. Полностью от идей строительства АЭС отказались лишь после катастрофического землетрясения в Армении в 1988 году. От начавшейся прокладываться междугородней троллейбусной линии Дубоссарская ГАЭС — Григориольская АЭС остались столбы ЛЭП ровно через каждые 10 метров (от «круга» до Карантинской горки в селе Дзержинское) на Приднестровской республиканской трассе Тирасполь—Григориополь—Дубоссары—Рыбница.

## Энергоснабжение и энергосбыт ПМР
внешнее фото

### ВысоковольтныеЛЭПи понижающие трансформаторы
ГУП «ГК „Днестрэнерго“» (Днестровск, с филиалом по обслуживанию высоковольтных линий электропередач в Дубоссарах). 
предоставление услуг по передаче электрической энергии по линиям электропередачи высокого напряжения (35,110,330 кВ). Наши мощности позволяют передавать по этим сетям объем электроэнергии, вырабатываемый тремя приднестровскими генерирующими станциями – Молдавской ГРЭС, Дубоссарской ГЭС и ООО "Тиротекс-Энерго". Предприятие транспортирует электроэнергию до распределительных сетей (ГУП «ЕРЭС»).
Транзит вырабатываемой на украинских генерирующих станциях электроэнергии в соседнюю Молдову и транспортировка электроэнергии от Молдавской ГРЭС в Молдову и Румынию также осуществляется через электрические сети предприятия.
.
ГУП "ГК Днестрэнерго" так же оказывает следующих видов услуг:
- Испытывает средств защиты (диэлектрические перчатки, указатели напряжения, изоляционные материалы);
- Испытывает электрооборудование до и свыше 1000В
- Измеряет заземляющие устройства, электропроводку, петли "Фаза-нуль"
- Испытывает кабельные линии с отысканием места повреждений
- Проводит химический анализ трансформаторного масла
- Бурит грунты под опоры ЛЭП[20].

### ЛЭП среднего и низкого напряжения,трансформаторыот 220 Вольт до 11 кВ
ГУП «Единые распределительные электрические сети (ЕРЭС)» принадлежит Правительству ПМР и имеет собственные дочерние предприятия и филиалы во всех городах ПМР:
- Структурные подразделения: 
  - Тираспольские районные электрические сети (ТРЭС)
  - Бендерские районные электрические сети (БРЭС)
  - Слободзейские районные электрические сети (СРЭС)
  - Григориопольские районные электрические сети (ГРЭС)
- Филиал предприятия:  
  - ГУП "Единые распределительные электрические сети" Дубоссарский филиал (ДФ) - г.Дубоссары, в состав которого входит три РЭС:
- Дубоссарские районные электрические сети (ДРЭС)
- Рыбницкие районные электрические сети (РРЭС)
- Каменские районные электрические сети (КРЭС)[22].

Объёмы сбыта электроэнергии приднестровской компанией ГУП "ЕРЭС" составляют около 1 (одного)  миллиарда кВт·час в год.